# Eriçons de mar
|  | Per a altres significats, vegeu «eriçó (desambiguació)». |

Els equinoïdeus (Echinoidea) són una classe d'equinoderms, coneguts de manera genèrica com a eriçons de mar, però amb moltes denominacions populars, car són animals ben coneguts. Se'n coneixen unes 1.000 espècies actuals i més de 3.000 de fòssils, les més antigues de les quals es remunten a l'Ordovicià, fa uns 450 milions d'anys.

## Noms comuns
A més d'eriçons de mar, els equinoïdeus es coneixen amb els noms de garota, garoina, capellà, cassoleta, castanya de mar, olleta, oriç, paparinell, bogamarí o bogo (País Valencià), vogamarí o vogo (Illes Balears i l'Alguer).

## Característiques
El seu cos és de forma compacta, semblants a un globus irregular, i recobert de punxes mòbils més o menys gruixudes, per bé que hi ha eriçons de forma aplanada (dòlars de la sorra). La mida de la closca, anomenada testa, oscil·la entre 3 i 10 cm, segons les espècies. La testa està formada per 10 rengleres de plaques meridianes soldades, cinc radials i cinc interradials que dona total rigidesa al cos.
L'anus té posició aboral (diametralment oposat a la boca) i s'obre al centre del complex apical, a la part superior del cos, mentre que la boca està situada a la part ventral, de cara al substrat.
Posseeixen un sistema aqüífer que es comunica amb l'exterior mitjançant la placa madrepòrica, situada al costat de l'anus. Del sistema aqüífer deriven els peus ambulacrals capaços d'estendre's més enllà de les espines; tenen funció locomotora, respiratòria i captura d'aliments.
A la part superior trobem cinc plaques més petites; una d'elles és la placa madrepòrica i les altres són plaques genitals. És en les plaques radials i interradials on estan ancorades les espines i on hi ha unes perforacions per les quals la part interior de l'eriçó estarà connectada amb l'exterior mitjançant els podis.
Entre les espines existeixen unes estructures anomenades pediceliaris, que posseeixen un bulb brillant a la punta que amb el contacte s'obre transformant en tres pues, que s'obren i tanquen, i que a més posseeixen verí. Generalment aquestes estructures en forma de tulipa (de només tres pètals) tenen una funció de neteja.
L'aparell digestiu està compost d'un gran estómac i una boca situada a la cara oral (part inferior) de l'eriçó. A l'interior, i situada prop de la boca, trobem una complexa estructura esquelètica i muscular protràctil anomenada llanterna d'Aristòtil; està formada per cinc dents i l'esquelet que juntament amb la musculatura els donen suport. Aquesta estructura s'utilitza per raspar algues del substrat i per esbocinar l'aliment en fragments de mida adequada. També usa les dents per excavar refugis en substrats durs i grimpar per tota mena de superfícies. A l'altre extrem del cos està l'anus, envoltat de deu plaques, cinc grans, on es localitzen els orificis dels seus òrgans reproductors, i cinc petites, formant el complex apical.

## Història natural
Els eriçons de mar són animals bentònics que es desplacen lentament pels fons marins, siguin rocosos o sorrencs, gràcies a l'acció combinada dels peus ambulacrals i les espines mòbils. Els sexes estan separats, i la fecundació és externa. De l'ou surt una larva típica denominada plúteus. La seva alimentació és variada (herbívors, suspensívors, detritívors i uns pocs depredadors).

## Taxonomia

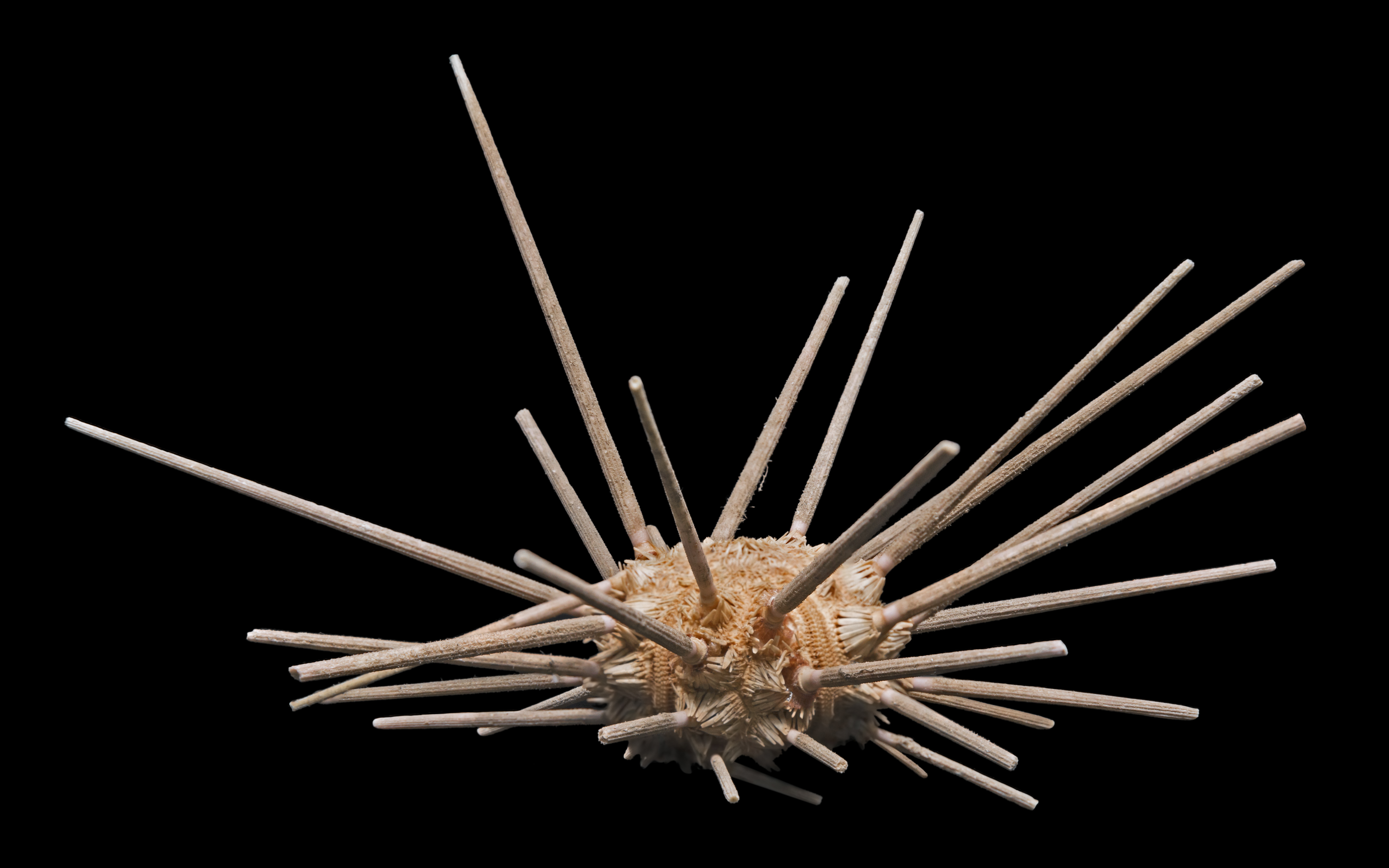
Cidaris cidaris (Cidaroida)

Els equinoïdeus se subdivideixen actualment en dues grans subclasses, Perischoechinoidea i Euechinoidea. Els primers es consideren el grup més antic i, de fet, la majoria d'espècies conegudes ja s'han extingit i només en queden unes 150; es caracteritzen per unes espines força llargues i afuades.
Els equinoïdeus, conté unes 850 espècies actuals, agrupades en tres infraclasses. Aquí s'inclouen els eriçons de mar tradicionals, simètrics i regulars; els aplanats dòlars de la sorra i els eriçons de mar irregulars.
La taxonomia dels equinoïdeus és intricada i està en plena revisió; segons WoRMS:
Subclasse Perischoechinoidea
- Ordre Cidaroida

Subclasse Euechinoidea
- Ordre Echinothurioida

- Infraclasse Acroechinoidea
  - Ordre Aspidodiadematoida
  - Ordre Diadematoida
  - Ordre Micropygoida
  - Ordre Pedinoida
- Infraclasse Carinacea
  - Superordre Calycina
    - Ordre Phymosomatoida †
    - Ordre Salenioida

  - Superordre Echinacea
    - Ordre Arbacioida
    - Ordre Camarodonta
    - Ordre Stomopneustoida
- Infraclasse Irregularia
  - Ordre Echinoneoida
  - Ordre Holectypoida †
  - Superordre Atelostomata
    - Ordre Holasteroida
    - Ordre Spatangoida

  - Superordre Neognathostomata
    - Ordre Cassiduloida
    - Ordre Clypeasteroida
    - Ordre Echinolampadoida

## Usos

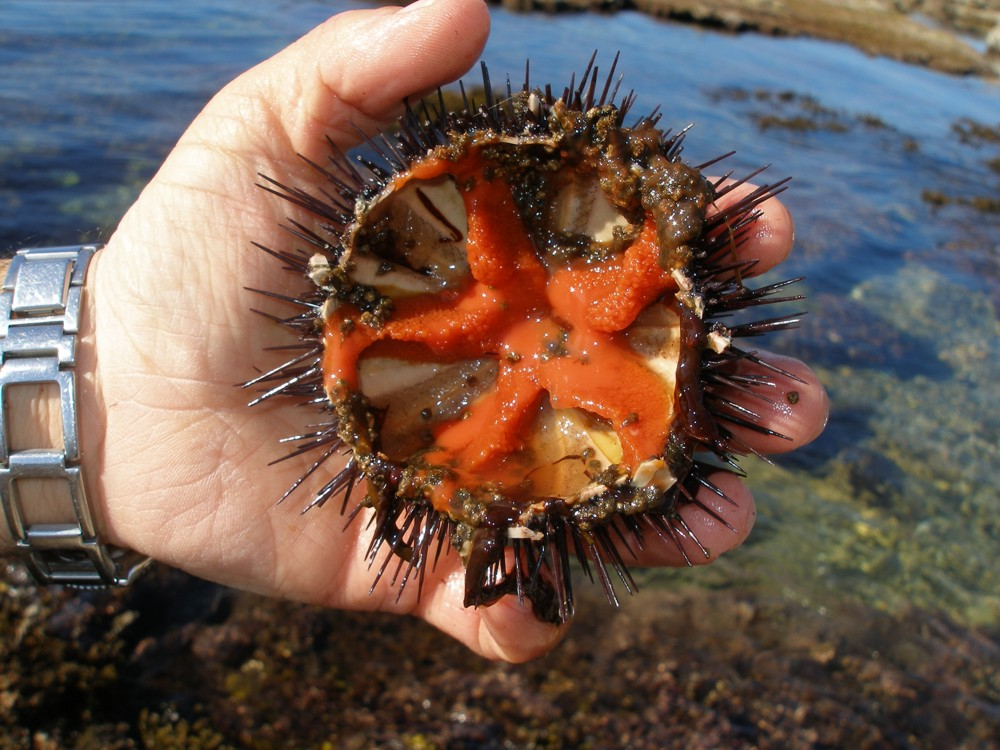
Les gònades (taronja) dels eriçons són comestibles

Les garoines es fan servir per gastronomia. Es mengen les gònades situades a l'interior de la testa (closca esfèrica amb punxes). La pesca dels bogamarins és regulada, amb uns mesos d'autorització al llarg de l'any.